# Steglich-verestering
De Steglich-verestering (ook wel Steglich-esterificatie genoemd) is een organische reactie, meer bepaald een verestering, waarbij een carbonzuur wordt omgezet tot een ester. Hiertoe wordt N,N'-dicyclohexylcarbodi-imide (DCC) aangewend als koppelingsreagens en 4-dimethylaminopyridine (DMAP) als basische katalysator.
De reactie werd vernoemd naar Wolfgang Steglich, die ze in 1978 voor het eerst beschreef. Het is een variant op de vorming van amide uit een carbonzuur en een amine met DCC en 1-hydroxybenzotriazool. De Steglich-verestering wordt uitgevoerd bij kamertemperatuur in dichloormethaan als oplosmiddel. Omdat de methode zo mild is, kunnen ook esters van onstabielere carbonzuren (zoals 1,4-dihydroxybenzoëzuur) gevormd worden. Daarenboven wordt het gevormde water tijdens de reactie opgenomen door DCC (dat dus werkt als dehydrerend reagens), met vorming van dicyclohexylureum.

## Reactiemechanisme
De eerste stap van de reactie betreft de activering van het carbonzuur met behulp van DCC, door vorming van intermediaire ester:
De carbonylgroep is nu voldoende geactiveerd, zodat het alcohol een nucleofiele aanval kan uitvoeren, met vorming van de ester en dicyclohexylureum:
Echter, tijdens deze laatste stap kan een omlegging tot een amide optreden, zodat nucleofiele additie van het alcohol niet meer mogelijk is. Daarom wordt DMAP toegevoegd als nucleofiele base (in katalytische hoeveelheid):